# Ольхове (озеро, Каракулінський район)
Ольхо́ве (рос. Ольховое) — невелике заплавне озеро в правобережній заплаві річки Кама. Розташоване в Каракулінському районі Удмуртії, Росія.
Озеро має видовжену форму. Утворилось при розливах річки Кама. Береги низькі, вкриті луками.
При створені Нижньокамського водосховища за максимальним планом затоплення, озеро мало бути вкрите водами майбутнього водосховища.